# Trachymyrmex diversus
Trachymyrmex diversus är en myrart som beskrevs av Mann 1916. Trachymyrmex diversus ingår i släktet Trachymyrmex och familjen myror. Inga underarter finns listade i Catalogue of Life.